# Kilómetro 23
Kilómetro 23 är en ort i Mexiko.   Den ligger i kommunen Charo och delstaten Michoacán de Ocampo, i den södra delen av landet, 200 km väster om huvudstaden Mexico City. Kilómetro 23 ligger 2 072 meter över havet och antalet invånare är 153.
Terrängen runt Kilómetro 23 är kuperad åt nordost, men åt sydväst är den bergig. Runt Kilómetro 23 är det ganska tätbefolkat, med 62 invånare per kvadratkilometer. Närmaste större samhälle är Morelia, 19,1 km väster om Kilómetro 23. I omgivningarna runt Kilómetro 23 växer i huvudsak blandskog.